# Делхай (Луизиана)

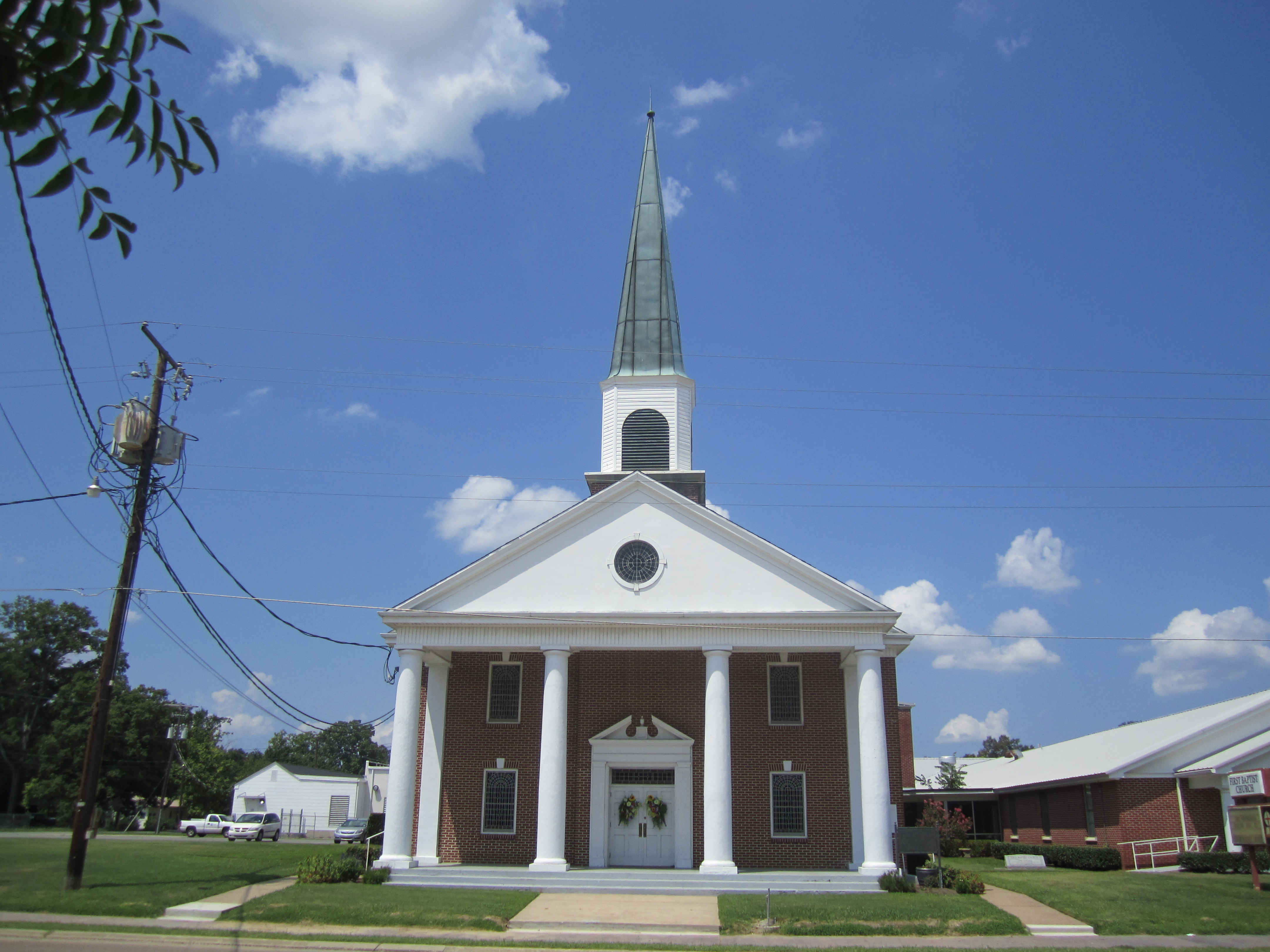
Первая баптистская церковь

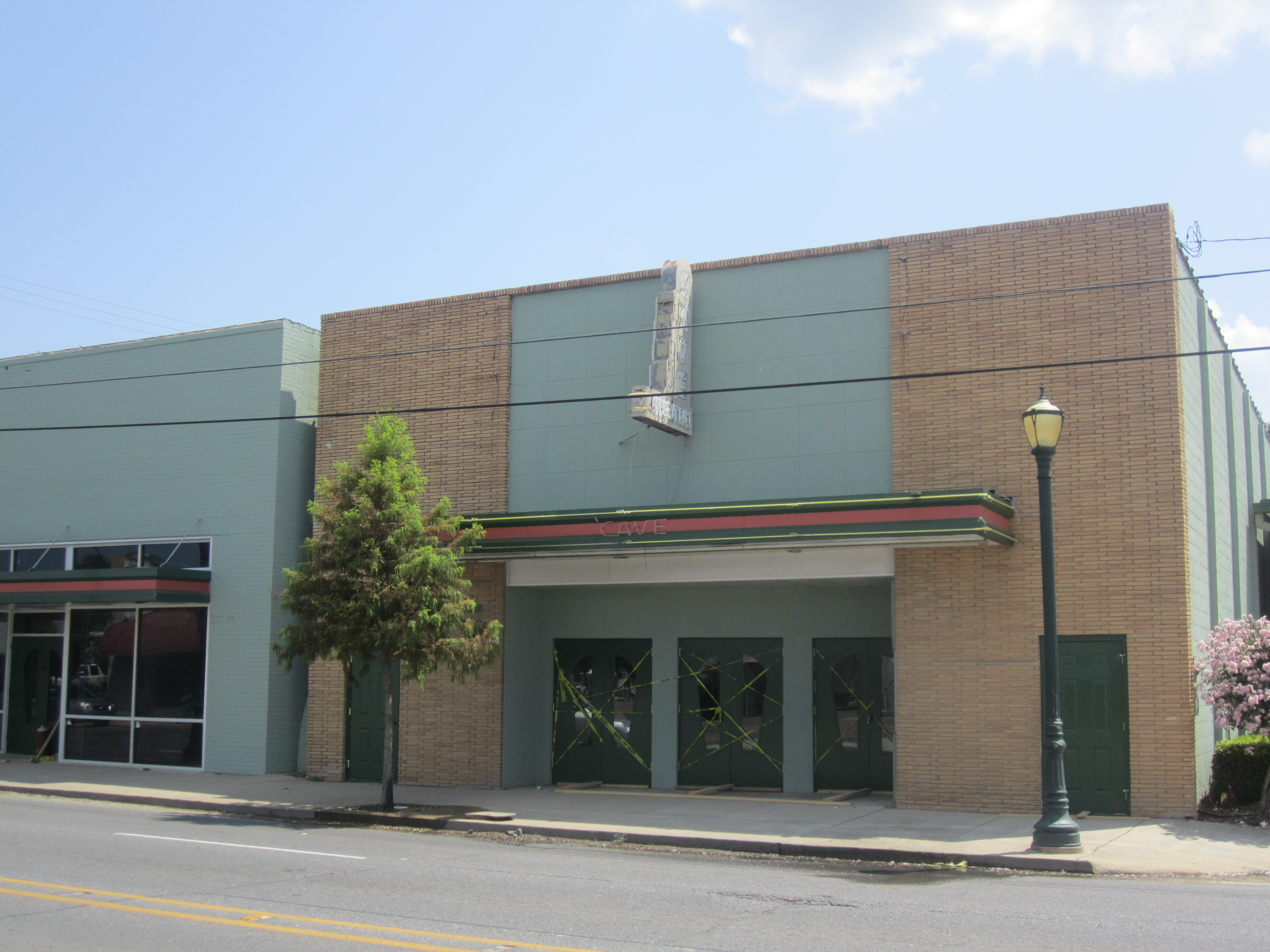
Театр

Делхай (англ. Delhi) — город (англ. town) в приходе Ричленд штата Луизиана в США.
Общая площадь города составляет 7,62 км² . Высота центра 27 м.

## Население
| Год  | Численность | Численность |
| ---- | ----------- | ----------- |
| 2010 | 2919        | [ 2 ] [ 4 ] |
| 2013 | 2972        |             |
| 2020 | 2622        | [ 3 ]       |

По переписи 2020 года население города составляло 2622 человека.
По расовому составу: белые - 30,09%, афроамериканцы - 65,87%, латиноамериканцы - 1,75%, коренные американцы - 0,31%, другие - 1,99%.

## История

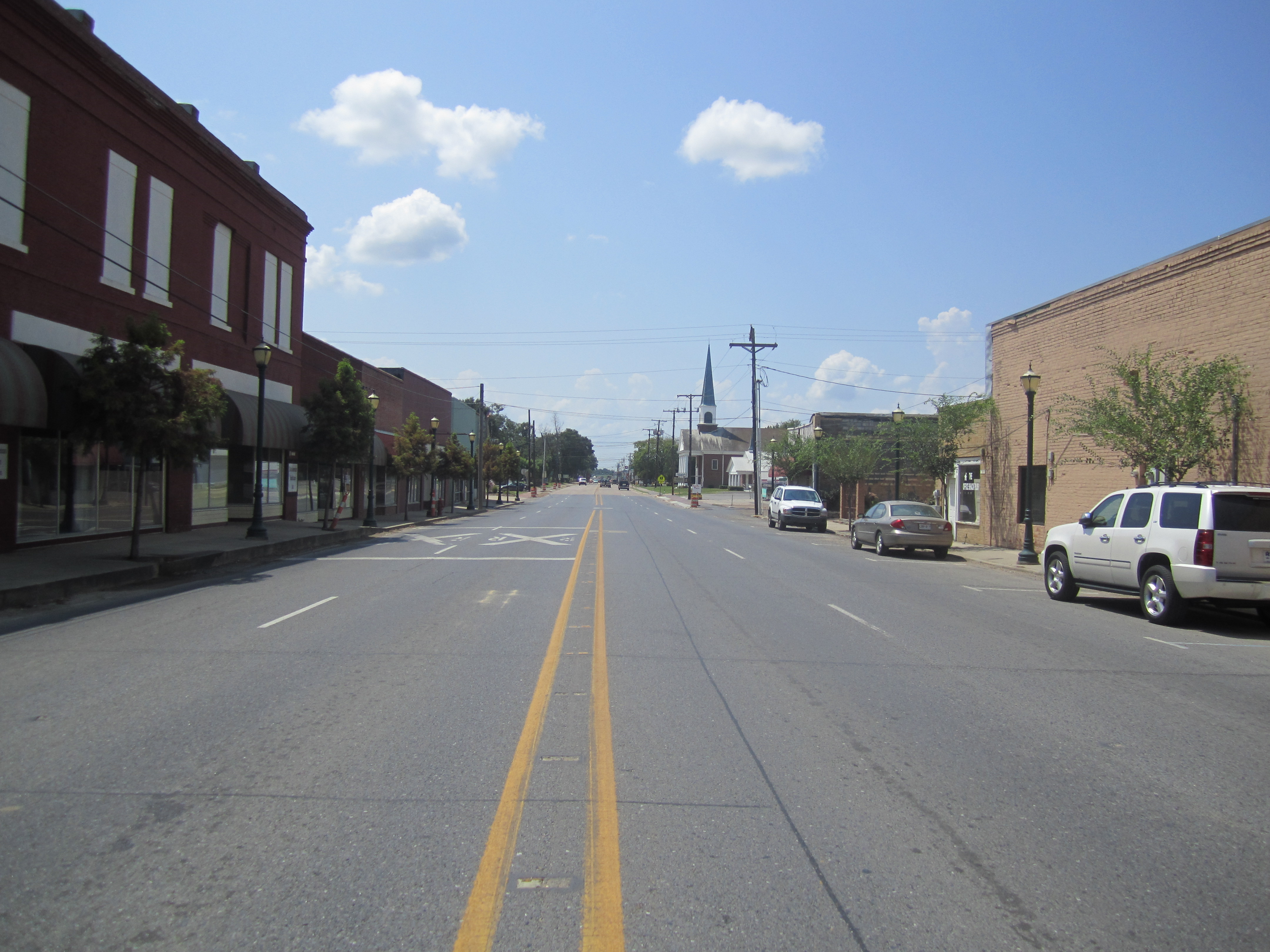
Улица города

Основан 29 сентября 1868 года. В 1940-х годах город был центром большого газового бума. На работу сюда прибыло много рабочих. Несколько действующих газовых месторождений все ещё действуют вокруг города.

## Известные уроженцы
- Макгро, Тим — певец, актёр и продюсер.
- Хауэлл, Арлин — американская модель, победительница конкурса Мисс США 1958 и участница Мисс Вселенная 1958.
- Холлиман, Эрл  — американский актёр кино и телевидения.